# Distretto di Nueva Requena
Il distretto di Nueva Requena è un distretto del Perù nella provincia di Coronel Portillo (regione di Ucayali) con 5.122 abitanti al censimento 2007.
È stato istituito il 13 settembre 1994.